# Ebba Amfeldt
Ebba Viktoria Amfeldt, geb. Christoffersen (* 21. Dezember 1902 in Kopenhagen; † 2. Juni 1974 in Frederiksberg) war eine dänische Schauspielerin.

## Leben
Ebba Amfeldt wuchs in ärmlichen Verhältnissen im Kopenhagener Stadtbezirk Nørrebro auf. Sie stand bereits als Schülerin bei Theaterstücken auf der Bühne. Sie war langjähriges Ensemblemitglied am Aarhus Teater. Daneben war sie zeitweise an vielen anderen Theatern in Dänemark tätig. Sie trat auch in Kabarett-Programmen, Varieté-Shows und Musicals auf, unter anderem in Oliver Twist. Von 1946 bis 1973 wirkte Amfeldt als Schauspielerin vor der Kamera in über 40 Film-und-Fernsehproduktionen mit.
Ebba Amfeldt war zweimal verheiratet und hatte keine Kinder. Sie starb am 2. Juni 1974 im Alter von 71 Jahren. Ihre Grabstätte befindet sich auf dem Søndermark-Friedhof in Frederiksberg.

## Filmografie (Auswahl)
- 1953: Die Verführten (Farlig ungdom)
- 1959: Pao aus dem Dschungel (Paw)
- 1963: Das tosende Himmelbett (Pigen og pressefotografen )
- 1964: Tod bei Tisch (Døden kommer til middag)
- 1968: Die Olsenbande (Olsen-banden)